# Nachid
Pour l'hymne national, voir Nachid al-watani.
Un nachîd, aussi orthographié nasheed par anglicisme (en arabe : نشيد ; au pluriel أناشيد, anachîd), est un chant religieux musulman, en particulier dans l'islam soufi. Ces chants sont appelés « ilahi » en Turquie, « nasyid » en Malaisie et en Indonésie, « ilahija » en Bosnie-Herzégovine, « naat » au Pakistan et en Inde, « kasuda » aux Comores.
Pour Malek Chebel, spécialiste de l'islam, ces chants « à l'origine pieux peuvent revêtir plusieurs caractères. Ils peuvent être sociétaux, mortuaires, belliqueux ». L'auteur rappelle que « ces chants traditionnels ont toujours existé dans l'Islam, mais leur utilisation par les groupes terroristes est récente ». Ils servent traditionnellement à « raconter des histoires, d'évoquer des batailles historiques » explique Stéphane Lacroix.

## Forme musicale
Ces chants sont des pièces chantées polyphoniques sans accompagnement et utilisent une large gamme de possibilités mélodiques. Ils font l'objet de nos jours de remixages numériques.

## Lesanachîdrenommés

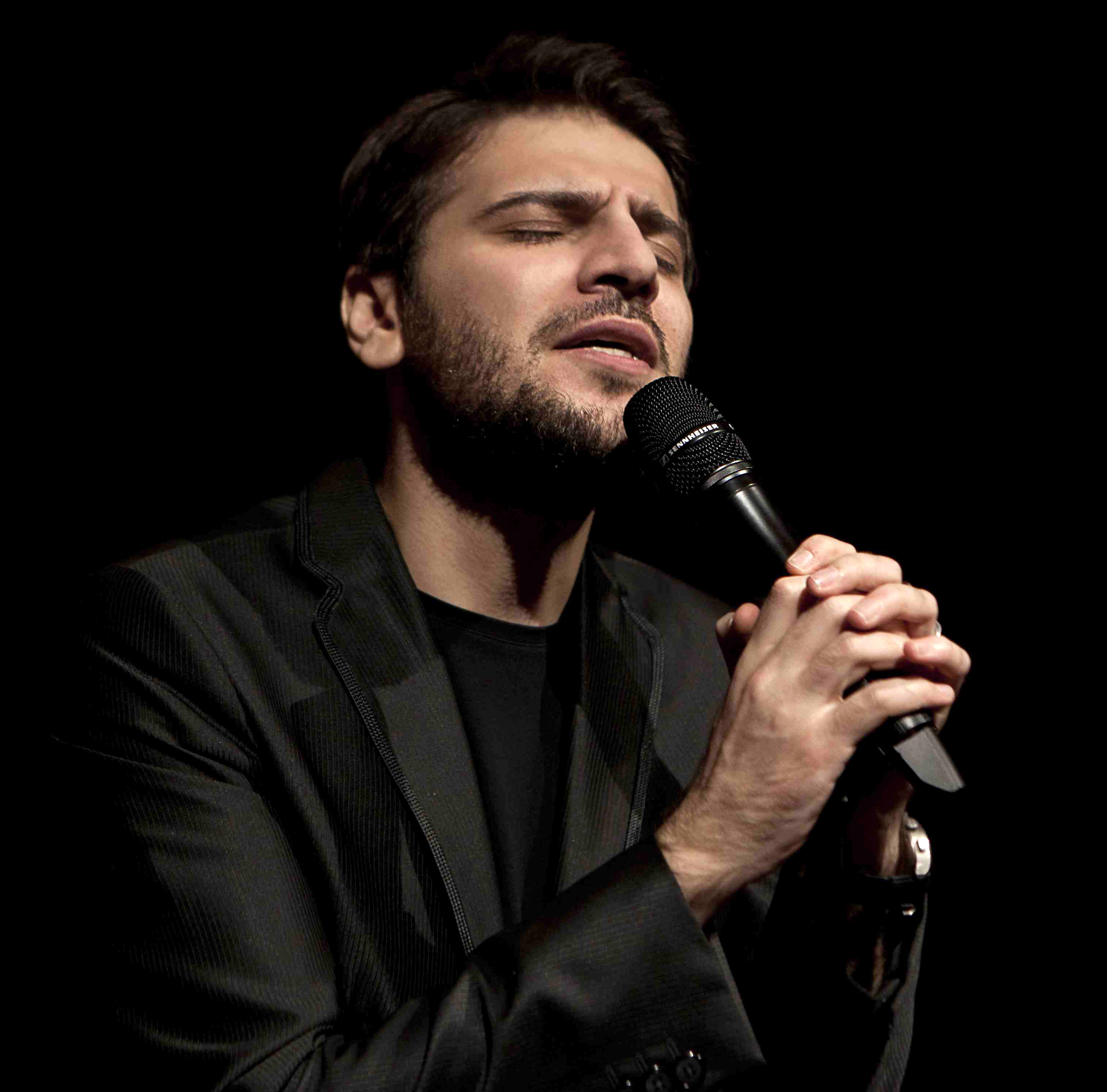
Portrait de Sami Yusuf qui a produit plusieurs albums danachîd.

Al-Mu'allim, un nachîd de Sami Yusuf, a donné lieu à un très grand succès non seulement au Moyen-Orient mais même en Europe. Il remporte la 15e édition du Festival de Fès des musiques sacrées du monde.

## Interprétations modernes
Une nouvelle génération d’artistes nachîd utilise une grande variété de styles musicaux dans leur art. De nombreux nouveaux artistes nachîd ne sont pas arabes et chantent dans différentes langues. Certains groupes nasheed sont Native Deen, Outlandish et Raihan. D'autres artistes bien connus sont Ahmed Bukhatir (en), Yusuf Islam (anciennement connu sous le nom de Cat Stevens), Sami Yusuf, Junaid Jamshed (en), Maher Zain, Humood AlKhudher (en), Hamza Namira (en), Atif Aslam (en), Raef (en), Mesut Kurtis, Dawud Wharnsby (en), Zain Bihkha, Mishary bin Rashid Alafasy.
Les artistes de nachîd s'adressent à un public musulman du monde entier et peuvent se produire lors de festivals à caractère islamique (tels que Mawlid), de conférences, de concerts et de spectacles, notamment l'Islamic Society of North America (en). D'autres artistes et organisations tels que Nasheed Bay promeuvent une position sans instrument, différant des tendances actuelles d'utilisation croissante d'instruments.
De nombreux groupes chiites tels que le Hezbollah libanais ne suivent pas les règles relatives aux instruments de musique dans l'islam. Leurs nachîds sont remplis de batterie et d'un autotune extrême. Dans les nachîds alaouites, le chanteur crie et fait l'éloge d'Ali.

## Propagande
Les nachîds sont également utilisés pour diffuser de la propagande. Un exemple notable est celui d'un nachîd taliban appelé C'est la maison des braves.
L'État islamique (EI) est connu pour l'utilisation de nachîds dans ses vidéos et sa propagande, des exemples notables étant le chant Dawlat al-Islam Qamat (« L'État islamique a été établi »), qui a fini par être considéré comme un hymne non officiel de l'État islamique, et Salil al-sawarim (en) (« Choc des épées »).